# Jornada Mundial da Juventude de 2016
A XXXI Jornada Mundial da Juventude, (ou apenas JMJ Cracóvia 2016), anunciada pelo Papa Francisco em 28 de julho de 2013, ao final da missa de envio da XXVIII Jornada Mundial da Juventude, no Rio de Janeiro, foi oficialmente aberta em 26 de julho de 2016 na cidade de Cracóvia, na Polónia. A celebração de uma missa pelo cardeal Stanisław Dziwisz, arcebispo de Cracóvia, inaugurou a Jornada, tendo no altar da celebração a Cruz e o Ícone da JMJ, trazidos por jovens vindos do Rio de Janeiro e levados pelos jovens poloneses por toda a Polónia.
No dia 31 de julho de 2016 foi encerrada esta edição da Jornada Mundial da Juventude e o Papa Francisco anunciou que o próximo evento ocorreria no Panamá, ou seja, a quarta vez que a JMJ foi acolhida por uma cidade americana, mas a primeira em que decorreria na América Central.

## Patronos e Intercessores

### Patronos
Os patronos da Jornada Mundial da Juventude de 2016 foram:
- Jesus Misericordioso
- Santa Faustina Kowalska
- Santo Padre João Paulo II
- Nossa Senhora de Częstochowa

### Devoção
Na Jornada Mundial da Juventude de 2016, os jovens foram especialmente convidados a aprofundar e imitar uma das devoções ensinadas nas revelações de Jesus a Santa Faustina, nomeadamente a oração do:
- Terço da Divina Misericórdia

## Tema e lema
| As três figuras da Jornada Mundial da Juventude de 2016: A pintura de Jesus Misericordioso, a Santa Faustina Kowalska e São João Paulo II |
| As três figuras da Jornada Mundial da Juventude de 2016: A pintura de Jesus Misericordioso, a Santa Faustina Kowalska e São João Paulo II |

A misericórdia foi escolhida como tema de reflexão da JMJ 2016, cujo lema escolhido foi: "Bem-aventurados os misericordiosos, porque eles alcançarão misericórdia". (Mateus 5:7)

A misericórdia também faz parte do pontificado do Papa Francisco, cujo lema é "Miserando atque eligendo" ("Olhou-o com misericórdia e o escolheu").

## Hino
Em 6 de janeiro de 2015, ocorreu o lançamento do hino desta edição da JMJ, chamado Błogosławieni miłosierni (em português:  Bem-aventurados os misericordiosos), seguindo o tema proposto pelo Papa Francisco ao evento.